# Siècle chinois
 (mars 2023).

Carte du territoire de la république populaire de Chine.

Le siècle chinois est un concept qui interroge la place de la Chine comme superpuissance au XXIe siècle, sous le modèle du concept de Siècle américain. Selon Geoffrey Murray, dans son ouvrage China, the next superpower (La Chine : la prochaine superpuissance), « la Chine émerge sans à-coups pour devenir l'une des superpuissances du XXIe siècle », du fait de son développement économique, politique, et militaire, appuyé par l'importance de sa population et la force de sa civilisation. David L. Shambaugh développe une thèse similaire dans son ouvrage Greater China: the next superpower?, publié par Oxford University Press, mettant en évidence le poids de la Chine dans le monde, diaspora comprise, ainsi que la force de son économie, de sa culture, et de sa politique.
Les atouts de la Chine sont en effet nombreux : son économie connaît chaque année l'une des plus fortes croissances au monde. Elle est par ailleurs le pays le plus peuplé de la planète (avec plus de 1,5 milliard d'habitants) et le troisième plus grand par la superficie. Outre qu'elle dispose de l'armée la plus grande du monde ainsi que de l'arme nucléaire, la Chine est membre permanent du Conseil de sécurité des Nations unies, ce qui lui confère une influence diplomatique très importante. 
La Chine est actuellement la deuxième puissance économique mondiale. D'après la Banque mondiale, la Chine pourrait devenir la première puissance économique de la planète en dépassant les États-Unis entre 2020 et 2030. Elle est également une puissance spatiale depuis 2003 où elle a envoyé pour la première fois un homme dans l'espace. La Chine peut par ailleurs s'appuyer sur sa présence dans de nombreuses organisations, notamment l'Organisation mondiale du commerce (OMC) depuis le 1er janvier 2002 ou encore l'Organisation de coopération de Shanghai.
Au-delà même de sa puissance démographique, économique, politique et militaire, la Chine s'appuie sur sa culture, riche, ancienne et répandue dans toute l'Asie-Pacifique qu'elle a influencée, adossée à ses trois millénaires d'histoire. Le chinois (mandarin), avec plus d'un milliard de locuteurs, est aujourd'hui la langue la plus parlée dans le monde.
Cependant, la Chine présente un certain nombre de faiblesses majeures, qui pourraient handicaper sa montée en puissance : le pays présente des risques d'explosion sociale, liés à l'inégalité entre régions côtières et villes d'un côté, arrière-pays campagnard de l'autre. De l'aveu même des dirigeants chinois, les huit cents millions d'agriculteurs que compte encore le pays obligent à considérer la Chine comme étant toujours un pays en voie de développement. Les tensions nées de cette situation sont accrues par les inégalités sociales et la corruption notoire de certains hauts fonctionnaires. Par ailleurs, le pays reste encore très dépendant de l'étranger pour sa technologie comme pour ses exportations. Enfin, les approvisionnements énergétiques ou l'impact de la croissance sur l'environnement ne sont pas aujourd'hui totalement maîtrisés.

## Évolution du concept de «superpuissance»

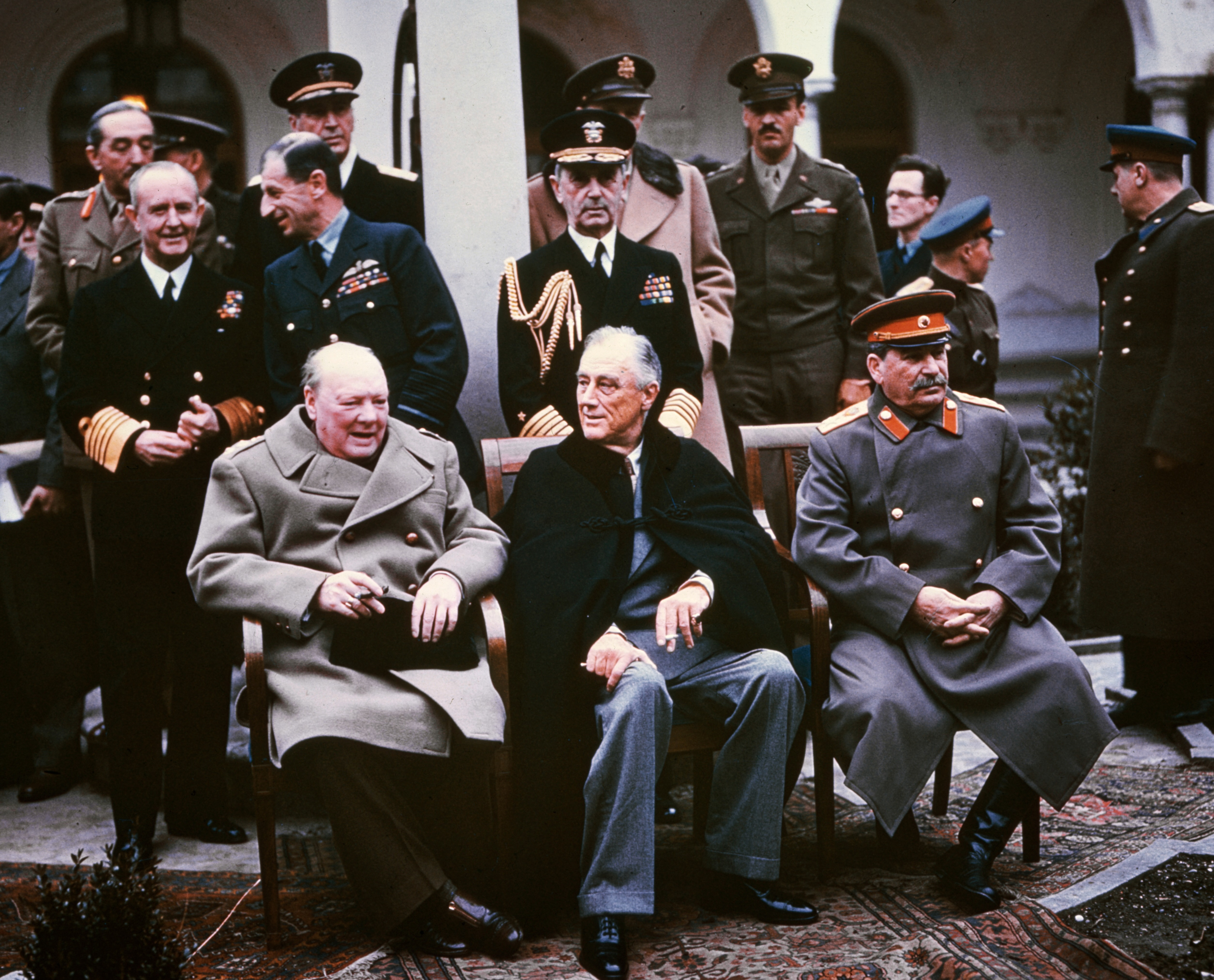
Les dirigeants des « superpuissances » à la conférence de Yalta : Churchill, Roosevelt, et Staline.

### Les origines du concept
Le terme « superpuissance » est apparu pour la première fois dans le domaine politique en 1944, avec un ouvrage de W.T.R. Fox intitulé Les Superpuissances (The Super-Powers). Le sous-titre du livre était Les États-Unis, la Grande-Bretagne et l'Union soviétique, assimilant donc les « superpuissances » aux nations qui allaient, l'année d'après, négocier le sort du monde à Yalta.

### Prééminence conjointe des États-Unis et de l'Union soviétique
En 1980, W.T.R. Fox s'est interrogé sur la raison qui l'avait amené à inclure la Grande-Bretagne dans son livre de 1944, car un consensus s'était rapidement dégagé pour considérer que seuls les États-Unis et l'Union soviétique pouvaient être qualifiés de « superpuissances » : outre l'idée qui prévalait encore en 1944 sur le fait que l'Europe, et en particulier la Grande-Bretagne (auréolée de sa victoire sur l'Allemagne et de sa participation à la conférence de Yalta), constituaient le cœur du monde, et que l'Empire britannique apparaissait encore pérenne et semblait conserver à la Grande-Bretagne une immense importance géopolitique.
C'est sans doute l'irruption de l'arme atomique en 1945, qui fait évoluer le concept de superpuissance vers « la capacité à détruire la planète au moyen d'une guerre nucléaire » (the ability to wreak global destruction through nuclear warfare) qui établit la prééminence des États-Unis et de l'Union soviétique, au moment où l'Empire britannique perd de sa superbe.

### Les États-Unis, superpuissance unique
Après la disparition du rideau de fer et la dissolution de l'Union soviétique en 1991, les États-Unis restent la seule superpuissance au monde. Ainsi, après les attentats du 11 septembre 2001, la Maison-Blanche peut-elle déclarer que les lois internationales ne sauraient en aucun cas être une contrainte pour la seule superpuissance mondiale.

### Remise en cause des États-Unis comme superpuissance unique
Les États-Unis sont donc la seule et unique superpuissance mondiale, dans les domaines économique, militaire, et culturel, pendant les années 1990. Seul pendant cette période, le Japon apparait à même de contester un jour peut-être cette hégémonie (au moins sur le plan économique). Mais, dès la fin de la décennie, la Chine apparaît déjà comme susceptible de défier à terme le monopole des États-Unis.

## Situation actuelle
Comparée à d'autres puissances importantes du monde, telles que le Japon (doté d'une forte économie, mais relativement faible sur le plan militaire, et pourvu de ressources naturelles très limitées), ou l'Union européenne (première puissance économique mondiale, mais sans unité politique ni militaire), la Chine se caractérise par sa présence parmi les principaux pays du monde dans pratiquement tous les domaines.
De plus en plus d'observateurs américains considèrent la Chine comme étant déjà une superpuissance ou à un niveau très proche d'une superpuissance,,.

### Civilisation

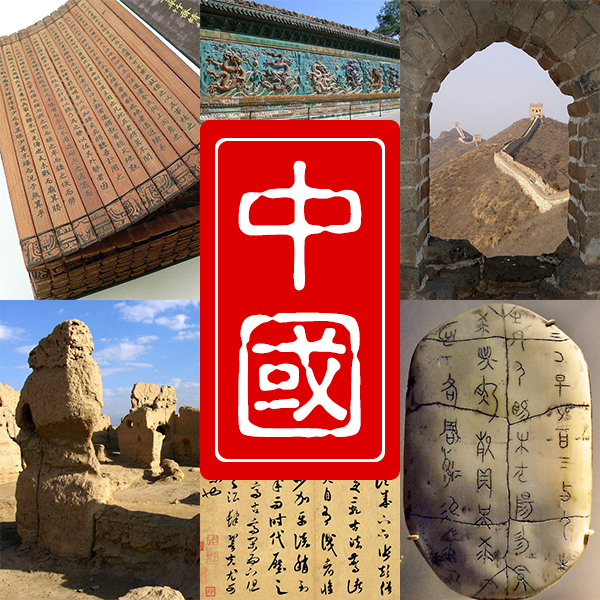
Un montage de photos de la Chine. Au centre, le nom du pays en sinogrammes traditionnels :
中國.

La Chine fut pendant des siècles la civilisation la plus avancée, surpassant le reste du monde dans de nombreux domaines tels que les arts, la médecine ou les sciences. Elle fut à l'origine de nombreuses inventions : on peut citer par exemple la poudre à canon, le papier, l'imprimerie xylographique dès le IXe siècle ou encore la boussole. On estime que la Chine a été la première puissance mondiale durant la majeure partie des vingt derniers siècles, de l'Antiquité jusqu'à la révolution industrielle,,,. Jusqu'au XVIIIe siècle c'est également en Chine qu'on trouvait le niveau de vie le plus élevé de la planète. La civilisation chinoise a fortement imprégné toute l'Asie de l'Est, notamment aux niveaux religieux (confucianisme et taoïsme) et linguistique (les sinogrammes ont été utilisés dans toute la région et le lexique chinois est présent dans les langues qui y sont parlées).
La civilisation chinoise est l'une des plus anciennes du monde, et existe depuis plus de 5 000 ans. Elle a irrigué toute l'Asie-Pacifique de sa culture et de ses inventions, apportant le papier, la boussole, l'écriture, l'imprimerie, l'art de la céramique et de la porcelaine, la soie, la calligraphie, ou encore le confucianisme à nombre de ses voisins, du Vietnam au Japon, en passant par la Corée.
Les Chinois sont conscients de cette histoire, avec le sentiment de leur supériorité passée, après une longue période de déclin et de chaos qui a occupé la plus grande partie du XIXe siècle et le début du XXe siècle, au moins jusqu'aux années 1940. Peter Hays Gries souligne à ce titre que « la fierté de la supériorité de la civilisation confucéenne est au centre du nationalisme chinois aujourd'hui ».
La civilisation confucéenne — qu'ont cherché à éradiquer tous les radicaux chinois, des Taiping aux communistes chinois, en passant par le mouvement du 4 mai — ressort aujourd'hui en effet plus forte que jamais, et oppose à l'Occident et ses valeurs de liberté et de démocratie une approche proprement asiatique fondée sur l'harmonie, et la stabilité. 
Dotée de la puissance économique qui est aujourd'hui la sienne, appuyée sur un immense marché intérieur, aujourd'hui l'un des plus dynamiques au monde (encore 6,1 % de croissance au premier trimestre 2009), la Chine peut à nouveau développer sa culture et retrouver son rôle en Asie et dans le monde. Ainsi, par exemple, le pays a accueilli l'exposition universelle en 2010 qui s'est déroulée à Shanghai.
En ce qui concerne la langue et sa diffusion, si le chinois ne peut pas rivaliser avec l'anglais en tant que langue internationale[réf. nécessaire], la Chine met cependant en place, depuis 2004, un réseau d’Instituts Confucius pour développer la connaissance de la langue et de la culture chinoises, sur le modèle des Alliances françaises et des Instituts Goethe.

### Domaine économique

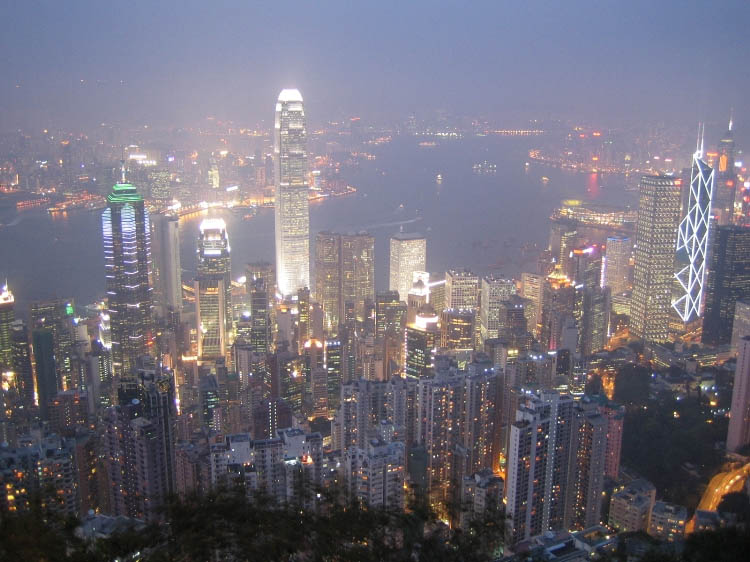
Hong Kong possède l'économie la plus libérale du monde.

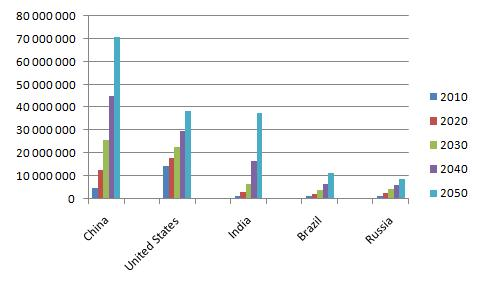
Les cinq premières économies mondiales en 2050, mesurées en PIB nominal (millions de US$), d'après Goldman Sachs. Chine, États-Unis, Inde, Brésil et Russie.

L'émergence de la Chine comme superpuissance économique pose aux États-Unis un problème d'adaptation difficile. Si les autorités chinoises se plaisent à rappeler que la Chine est toujours en voie de développement, avec en particulier un revenu par tête parmi les plus faibles au monde, son poids économique est pourtant déjà celui de la deuxième puissance économique mondiale depuis le 2e trimestre 2010, avec un taux de croissance de l'ordre de 10 % par an, qui s'est maintenu pendant 25 ans.
Deux orientations-clés expliquent cette croissance ultra-rapide et continue : tout d'abord la décision de convertir la Chine à l'économie de marché prise à la fin des années 1970 par Deng Xiaoping, et concrétisée par la nouvelle constitution de 1982 ; ensuite, l'adhésion de la Chine à l'Organisation mondiale du commerce au début de l'année 2002, qui couronne vingt années de réformes économiques et légales soigneusement planifiées, et quinze ans de difficiles négociations. C'est cette deuxième étape, ardemment attendue par les dirigeants chinois, qui a ouvert le marché mondial à la Chine, et fait d'elle le premier but des investisseurs étrangers. 
D'ores et déjà, la Chine est la première destination au monde pour les investissements, la première pour l'exportation de produits liés aux technologies de l'information (ordinateurs et téléphones portables, appareils photo numériques...), dispose des plus importantes réserves de change au monde, et est la troisième nation commerçante du monde.
Sur le plan des technologies nouvelles, les ingénieurs chinois ont été les premiers à décoder le génome du riz, et ont racheté à IBM ses activités liées aux ordinateurs personnels (Lenovo).

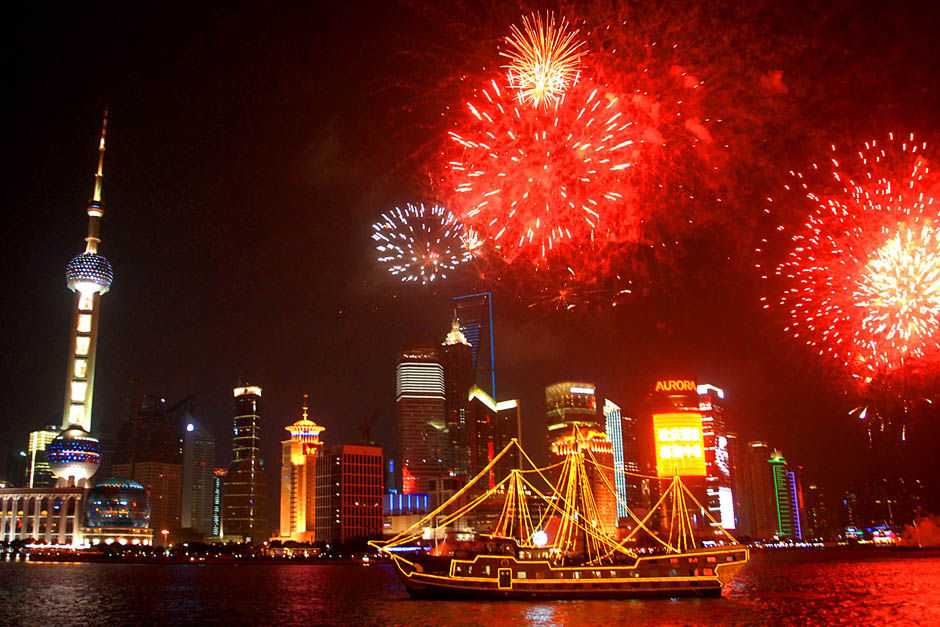
Shanghai aujourd'hui : vue des gratte-ciel de Pudong. Avec plus de vingt millions d'habitants, c'est la ville la plus peuplée de Chine.

Selon Shujie Yao, chef du Département des études chinoises contemporaines de l'Université de Nottingham, 

« Selon les chiffres de la Banque mondiale et du FMI, l'économie de la Chine dépassera probablement celle du Japon dès 2009, en devenant la seconde puissance économique mondiale. Les effets désastreux de la crise actuelle — avec les USA, le Japon, l'Allemagne et le Royaume-Uni qui ne retrouveront sans doute pas leur niveau de 2007 avant 2011 ou 2012 — pourraient même permettre de voir la Chine rattraper les États-Unis dans les vingt prochaines années (avant 2030), permettant à la Chine d'achever son accession à la pré-éminence. »

Alors qu'on estimait que la Chine ne pourrait devenir la première puissance économique mondiale qu'aux alentours de 2050, certains analystes s'étaient penchés désormais sur 2015, date à laquelle il était prévu que la Chine  dépasse les États-Unis quant au PIB à parité de pouvoir d'achat. Selon ce même critère, la Chine est devenue en 2014 la première puissance mondiale.

### Domaine démographique
« Vu le nombre de Chinois, lorsqu'ils auront atteint une culture et une technologie suffisante, ils pourront imposer leurs idées au reste du monde »
— Alain Peyrefitte, Quand la Chine s'éveillera… le monde tremblera, 1973
Avec une population de près de 1 400 000 000 habitants en 2018, soit près d'un cinquième de l'humanité, la Chine est le pays le plus peuplé du monde. Sa population est supérieure à tous les continents du monde pris individuellement, sauf l'Asie. Seule l'Inde peut — grâce à sa croissance démographique plus forte — contester à la Chine son statut de superpuissance dans ce domaine. Le troisième pays en termes de population est effectivement loin derrière, puisqu'il s'agit des États-Unis, avec 328 104 000 habitants en 2018, suivis par l'Indonésie, quatrième avec 268 666 000 habitants en 2018.

### Domaine géographique

#### Superficie
Avec une superficie de 9 677 009 km2, la Chine (y compris Taiwan, Hong Kong, Macao) et certains territoires sous contrôle chinois, arrive au troisième rang dans le monde, après la Russie (17 075 200 km2), juste derrière le Canada (9 984 670 km2), et juste devant les États-Unis (9 629 048 km2).
Réduite à la seule république populaire de Chine privée des territoires de Hong Kong et de Macao, le pays compte encore 9 596 961 km2, et arrive alors au quatrième rang, juste derrière les États-Unis.

#### Ressources naturelles

Régions productrices de pétrole en Chine.

Les ressources naturelles de la Chine sont considérables. Elle possède ainsi 12,6 % des réserves mondiales de charbon, dont elle réalise près de 40 % de la production mondiale, avec une croissance de 8,6 % en 2006.
En revanche, dans le domaine des hydrocarbures, et du pétrole en particulier, la Chine, cinquième producteur avec 4,7 % de la production mondiale de pétrole de 2006, a des besoins qui excèdent de loin ses réserves : avec 1,3 % des réserves de pétrole, au rythme d'extraction de 2007 on n'a pas vu sa production arrêtée à la fin des années 2010 comme avaient prédit certains.
Or la consommation énergétique de la Chine a représenté en 2006 15,8 % des besoins mondiaux exprimés en « tonne d'équivalent pétrole ». Le contrôle et l'exploitation de nouveaux champs pétrolifères, et les oléoducs permettant l'acheminement du pétrole, sont au centre de nouvelles rivalités entre puissances (États-Unis, Europe occidentale, Japon, Chine).

### Domaine militaire
La Chine possède aujourd'hui la plus grande armée du monde avec plus de deux millions d'hommes et le deuxième plus grand budget militaire derrière les États-Unis.
La Chine, déjà grande puissance économique, est également un des premiers producteurs d'armes de la planète, ainsi qu'une puissance nucléaire depuis le 16 octobre 1964. 
Si les effectifs de l'Armée populaire de libération ont été ramenés entre 1981 et 2001 de 4,5 millions d'hommes à 2,31 millions, la force de cette armée en est sortie renforcée, avec par exemple un doublement du budget militaire entre 2000 et 2005, bénéficiant à la marine et à l'aviation, et non à l'armée de terre.

### Domaine politique

#### Le principe du «développement pacifique» et la recherche de la parité
Depuis l’époque de Deng Xiaoping, la diplomatie de la république populaire de Chine est fondée sur le principe du « développement pacifique » (peaceful development). Cette orientation a été confirmée après l’accession au pouvoir de Hu Jintao en 2002.
Tout en privilégiant des relations harmonieuses et stables avec ses voisins asiatiques, la Chine, un des cinq membres permanents du Conseil de sécurité de l’ONU, aujourd’hui première puissance démographique et première puissance économique mondiale en PPA (à parité du pouvoir d'achat), souhaite se placer sur un pied d’égalité avec les autres grandes puissances mondiales (Union européenne, Russie, États-Unis d'Amérique) tout en développant sa présence, notamment économique, dans d’autres pays du Tiers Monde.

#### Présence de la Chine en Asie du Sud-Est
Au niveau de l'Asie du Sud-Est, la Chine est extrêmement présente, puisqu'elle est membre :
- de la Coopération économique en Asie et dans le Pacifique (APEC) ;
- du Forum régional asiatique (plus connu sous son acronyme anglais : ARF) de l’Association des nations du Sud-Est asiatique (ANSEA), espace de discussion sur les questions de sécurité dans la zone Asie-Pacifique, tandis que les échanges bilatéraux entre la Chine et les pays de l’ANSEA (soit 150 milliards de dollars par an) sont appelés à encore se développer dans la perspective d’un futur accord de libre-échange.

Par ailleurs, la Chine a contribué à la constitution de l’organisation de coopération de Shanghai, compétente en matière de sécurité internationale, qui regroupe, outre la Chine et la Russie, quatre républiques d’Asie centrale, le Kazakhstan, le Kirghizistan, l'Ouzbékistan et le Tadjikistan, ainsi que, comme observateurs, la Mongolie, le Pakistan, l’Iran et l’Inde.

#### Importance de l'économie dans la politique étrangère de la Chine
Les principaux partenariats noués par la Chine, en dehors de l’Asie orientale, se fondent sur des coopérations économiques ou militaires ciblées :
- au Moyen-Orient, avec deux de ses principaux fournisseurs de pétrole : l’Arabie saoudite et l’Iran ;
- avec Israël, dans le domaine de la coopération militaire ;
- en Afrique subsaharienne, avec l’Afrique du Sud et le Zimbabwe, pays richement dotés en matières premières et dont la RPC a soutenu les actuels dirigeants lorsqu’ils luttaient contre l’apartheid et la colonisation britannique, ainsi qu’avec trois producteurs d’hydrocarbures : le Nigeria, le Soudan et l’Angola ; s’agissant du Soudan, la Chine a fortement investi dans l’exploitation, le raffinage et le transport d’hydrocarbures, en dépit de la crise du Darfour qu’elle a considérée comme une affaire interne au Soudan avant d’accepter d’envoi lors d’une force multinationale d’interposition[47].
- en Amérique latine, avec le Brésil (avec lequel la Chine a noué des partenariats économiques dans les secteurs agricoles, mais aussi des industries aéronautique et nucléaire), l’Argentine, le Chili et le Venezuela, respectivement exportateurs de céréales, de cuivre et de pétrole.

### Domaine spatial

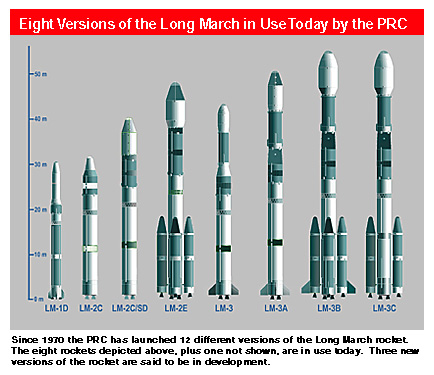
Comparaison des fusées Long March (« Longue Marche »).

La Chine est actuellement l'un des trois seuls pays, les deux autres étant les États-Unis et la Russie, à avoir envoyé un homme dans l'espace par ses propres moyens.
Le 15 octobre 2003, grâce à la capsule spatiale Shenzhou (qui signifie « vaisseau divin » en chinois), Yang Liwei devient le premier taïkonaute de l'histoire. Le 27 décembre 2008, lors de la mission Shenzhou VII, Zhai Zhigang est le premier Chinois à réaliser une sortie extravéhiculaire. Depuis, les ambitions chinoises en matière de conquête spatiale ont été revues à la hausse. Un programme d'exploration lunaire en trois phases est même déjà en cours, avec pour objectif final un retour d'échantillons lunaires vers 2017 et la création d'une base lunaire vers 2030. Ce programme, mené par la CNSA, l'agence spatiale chinoise, utilise notamment les satellites Chang'e et les fusées Longue Marche.
La Chine prévoit également la construction de sa propre station spatiale, Tiangong 1, dont la première partie devrait être lancé en 2011.

### Domaine sportif
La Chine est actuellement la deuxième nation sportive au monde, derrière les États-Unis, selon le classement annuel établi par RMC et Havas Sports.
Les résultats sportifs chinois ne cessent de s'améliorer depuis maintenant plusieurs années. La première participation de la Chine aux Jeux olympiques, hormis l'édition de 1952 où elle n'envoya qu'un seul athlète, remonte aux Jeux de Los Angeles en 1984. La Chine se hissait alors directement à la quatrième place du tableau des médailles. Depuis, elle n'a cessé de progresser, terminant 4e en 1996, 3e en 2000, 2e en 2004 et enfin 1re en 2008. C'est en effet aux Jeux de Pékin que la Chine finit pour la première fois au sommet du classement avec 51 médailles d'or, contre 36 pour les États-Unis et 23 pour la Russie. Aux Jeux asiatiques, la Chine est maintenant première depuis vingt-sept ans et les Jeux de New Delhi de 1982. La dernière édition d'été en date (qui s'est déroulée à Doha en 2006) a vu la victoire de la Chine avec plus de 100 médailles d'or d'avance sur le second pays, ici la Corée du Sud.
Outre ses résultats sportifs, la Chine a accueilli de nombreuses compétitions internationales : les Jeux olympiques d'été en 2008, les Jeux asiatiques d'été et d'hiver depuis respectivement 1990 et 1996, le Grand Prix de Chine, la Coupe d'Asie des nations de football depuis 2004, le Masters de tennis de Shanghai qui se déroule chaque année au mois d'octobre ainsi que les championnats du monde de natation qui se dérouleront également à Shanghai, en 2011.
Le sport est désormais ancré dans la culture populaire chinoise. De nombreuses installations sportives sont construites chaque année. On estime leur nombre à 1,04 million à la fin de l'année 2008, soit environ 8 installations sportives pour 10 000 habitants.

## Faiblesses de la Chine en tant que «superpuissance»
À la question de savoir si la Chine est aujourd'hui une superpuissance, les dirigeants chinois eux-mêmes, par la voix de Wen Jiabao, Premier ministre de la république populaire de Chine, ont souligné le 23 septembre 2008 : 

« Avec ses 800 millions d'agriculteurs et ses douzaines de millions de personnes qui vivent dans la pauvreté, [la Chine] reste un pays en voie de développement et n'est pas encore une superpuissance. »

De même, une étude récente du journal Huanqiu Shibao (Global Times) de Pékin tend à montrer que les Chinois eux-mêmes ne considèrent la Chine comme une superpuissance que du fait de sa population et de sa superficie, et que la seule véritable superpuissance, de leur point de vue, est les États-Unis. 
Parmi les problèmes auxquels la Chine doit faire face, et qui sont susceptibles de remettre en cause son statut de superpuissance potentielle, se trouvent des risques de troubles sociaux massifs, la corruption, l'absence d'une protection sociale suffisante, l'insuffisance des ressources énergétiques nécessaires à la croissance, les mouvements migratoires massifs des campagnes vers les régions urbaines, et de nombreux autres problèmes.

### Société à deux vitesses
De même que la politique extérieure de la Chine est axée sur la théorie du « développement pacifique » (peaceful development), telle qu'exposée par Zheng Bijian, elle recherche la paix et l'harmonie dans sa politique intérieure, dans la pure tradition confucéenne, de façon à parvenir à un « développement harmonieux », tel que discuté lors des réunions du Comité Central en octobre 2005.

#### Les campagnes et le monde agricole
Le développement économique actuel ne bénéficie guère qu'à 300 ou 400 millions d'habitants, moins du tiers de la population. Les campagnes vivent dans un autre monde.

#### Corruption
Beaucoup de gens en Chine pensent que l'on ne fait pas fortune en travaillant dur et en se montrant inventif, mais en étant un fonctionnaire corrompu.
Les fonctionnaires locaux ont en Chine un pouvoir considérable, dont ils abusent par une corruption mal contrôlée.
Un exemple majeur de cette corruption massive est apparu lors de la construction du barrage des Trois Gorges, projet dont la fin était prévue pour fin 2009, et qui a bouleversé la vie de un à deux millions de personnes. Leur indemnisation a donné lieu à un très grand nombre d'abus, tels que non indemnisation des populations déplacées, économies sur la qualité de construction des maisons destinées aux personnes relogées, surévaluation du nombre de personnes déplacées pour pouvoir percevoir du gouvernement des sommes plus importantes et non redistribuées, etc.
D'autres exemples abondent : ainsi, le vice-maire de Pékin, responsable des projets de construction pour les jeux Olympiques de 2008, fut arrêté en 2006 pour corruption massive. Le « numéro 2 » de la Marine chinoise a été limogé pour « crimes économiques », sur dénonciation de sa maîtresse. À l'automne de 2006, c'est Chen Liangyu, le secrétaire du Parti communiste de Shanghai, et membre du Politburo, qui a été limogé avec ses complices pour une énorme affaire de corruption touchant aux caisses de retraites de Shanghai.
Liu Xiaobo, rédacteur de la charte 08 et prix Nobel de la paix 2010, évoque en janvier 2004 la corruption dans les médias chinois. Selon Liu, certains journalistes chinois reçoivent des « indemnités de déplacement » afin de rédiger des articles mettant en avant les produits d'une entreprise ou les réalisations d'un homme politique. Liu Xiaobo considère que la corruption politique est la plus importante. Celle-ci serait due au « monopole du pouvoir qui engendre la corruption ».
Dans le classement de perception de la corruption établi par l'ONG Transparency International, sur l'année 2015 la Chine est 83e sur 167, la France étant 23e. Elle est donc en plein milieu du classement.

#### Agitation sociale
Les campagnes chinoises voient chaque année se dérouler des centaines de mouvements de protestation, pour protester contre leur situation, le pouvoir des fonctionnaires locaux, leurs abus, ou les élections locales truquées ; le gouvernement gère ces mouvements en les admettant lorsqu'ils ne sont que locaux, et en les réprimant brutalement chaque fois qu'ils tendent à prendre un caractère plus général. 
Dans les entreprises, les conditions de travail génèrent un malaise d'autant plus grand que les syndicats libres sont interdits ; les accidents de travail atteignent également des proportions considérables, avec 53 000 ouvriers tués sur leurs lieux de travail, dans les six premiers mois de la seule année 2002.
Les plus de 100 millions de paysans-ouvriers ou "nongmingong" (农民工, nóngmíngōng), jeunes immigrés des campagnes arrivés pour travailler dans les villes, apparaissent être au cœur de cette agitation sociale, de par le décalage entre la société de consommation à laquelle ils contribuent et les conditions sociales et salariales peu développées.

#### Inégalités sociales
Le coefficient d’inégalité des revenus est exprimé par le coefficient de Gini, où 0 représente l'égalité complète entre toutes les personnes, et 1 l'inégalité totale, avec une seule personne qui dispose de la totalité des revenus. Le coefficient de Gini de la Chine est « mauvais » puisqu'il avoisine 0,5. Le gouvernement chinois avait fixé la cote d'alarme aux alentours de 0,40, seuil franchi dès 1994. À titre de comparaison, le coefficient de Gini des États-Unis est de 0,41, celui du Royaume-Uni, ainsi que de la France en 2004, est de 0,36, et celui de l'Allemagne, de 0,28.
Ma Kai, responsable de la planification économique de la Chine en 2004, a dit alors que l'écart de richesse croissant entre les régions côtières et les villes d'une part, et l'arrière-pays de l'autre, était de nature à causer des troubles sociaux et mettre en danger l'autorité du gouvernement sur l'ensemble du pays. 
Malgré un niveau de vie moyen encore bas, la république populaire de Chine compte près d'un million de millionnaires en euros en 2010, d'après le Quotidien du peuple en ligne.

#### De la campagne à la ville des inégalités subsistent
Le Huji ou le « hukou » est un permis de résidence citadin. C'est un système d'enregistrement des foyers, qui mélange le livret de famille et le permis de résidence. Il a été créé en 1958 sous Mao Zedong pour contrôler les flots de la population. Le « hukou » attache et relie chaque citoyen chinois à la province dont il est originaire. Cela empêche les travailleurs de migrer avec leur famille dans les provinces où l'économie est en pleine expansion. C'est une discrimination géographique qui est la source de mécontentement croissant. En Chine, quand les statistiques disent qu'il y a 52,6 % d'urbains, seuls 35 % possèdent le « hukou ». Il y a des zones où les individus sont semi-intégrés mais ce sont les gouvernements locaux qui décident qui intégrer selon leurs intérêts.
Les personnes vivant à la campagne sont traitées de « tu » (bouseux). À l'encontre, les citadins bénéficient d'un certificat appelé hukou, qui est une condition d'accès à la protection sociale, à un logement et aussi à l'éducation. Les titulaires d'un hukou ruraux n'y ont pas accès. 
Depuis les années 1950 avec l'apparition de la République, on a pu constater une amélioration des conditions de vie à la campagne : la nourriture y est abondante et relativement variée, écartant ainsi les risques de famine. De plus, les campagnes bénéficient d'habitations ayant de l'électricité. Néanmoins, les Chinois vivant dans les campagnes ne bénéficient pas de chauffage et doivent donc porter des vêtements épais. Ils ont peu d'équipement domestique : un autocuiseur pour le riz, des bouteilles thermos pour maintenir à température l'eau bouillie. Leurs réchauds sont alimentés par du charbon.
10 % de la population vit sous le seuil de pauvreté et n'ont qu'un dollar par jour si ce n'est moins pour vivre. Leur mode de vie est spartiate et très différent des classes moyennes urbaines. Les revenus annuels disponibles par habitant ont augmenté. Si l'espérance de vie en Chine est inférieure ou égale à 70 ans en campagne, elle atteint des standards occidentaux autour de Shanghai et de Pékin. Le régime politique en Chine ne reconnaît pas l'égalité et la liberté des individus. Les décisions sont prises selon les intérêts de l’État. Le plus souvent, les individus qui sont intégrés par les gouvernements locaux ont des compétences particulières, des capacités d'investissement ou sont capables de se prendre en charge et donc ne coûtent pas d'argent à l’État. Ce n'est pas une logique d'État-providence, la discrimination est intégrée. 
L’objectif affiché des pouvoirs publics est de mettre en place une urbanisation de qualité en transformant des bourgs en villes de petites tailles. Ils sont dans une logique de « quitter la terre sans quitter la campagne », c'est la priorité de la politique publique depuis 1980. Cependant, les droits des individus ne sont pas pris davantage en compte contrairement à ce que les autorités prétendent. De plus, les grandes villes attirent spontanément de nouveaux résidents qui seront sélectionnés par ailleurs. 
Il n'y a pas de logement social pour les migrants. Le manque d'habitation pour ces personnes voulant passer de la campagne à la ville prouve le désintérêt et le désengagement de l’État. Certains villages accueillent des ouvriers ou des employés migrants mais leurs logements sont mal construits, une urbanisation sauvage s'est développée autour notamment des usines Foxconn. Cependant, les pouvoirs publics ne semblent pas s'y intéresser. Tout cela est lié à la question du droit de la terre. Ce sont en fait des terres de non-droit, qui restent des terres collectives. Les autorités ne perçoivent pas de taxes pour ces enclaves rurales. Cela entraîne donc un désengagement total concernant les infrastructures et les équipements. Les paysans construisent donc des habitations illégales, et les divisent en chambres pour les travailleurs migrants. On retrouve une logique du capitalisme : tout le monde essaie de gagner le plus d'argent possible.
Certaines ONG tentent de convaincre les grandes firmes d'investir à long terme pour améliorer les conditions de vie des ouvriers. Mais cela ne fonctionne pas. Pour reprendre l'exemple de Foxconn, une entreprise spécialisée dans la fabrication de produits électroniques à Zhengzhou, capitale de la province de Hunan. Certains ouvriers disent qu'ils veulent vivre en ville mais qu'ils ne veulent pas abandonner leur « hukou » rural par peur du chômage. Mais ce n'est pas à eux que l'on propose le « hukou » urbain, c'est aux personnes semi-intégrées, qui disposent déjà d'un emploi stable, d'un logement décent, et qui cotisent depuis certain temps. La plupart réfléchissent longtemps avant de laisser leurs terres qui le plus souvent sont des assurances contre le chômage.
L'implantation des usines Foxconn a bouleversé la géographie locale, les villages ont éclaté. Il y a une concentration très forte de jeunes, dans l'usine la discipline règne mais à l'extérieur, c'est la loi du plus fort. Liu Yang, 27 ans, originaire de Sanmenxia, la région des rives du fleuve Jaune à l'ouest de Zhengzhou, dit d'ailleurs « Après le travail cela a l'air joyeux, mais il ne faut pas se fier aux apparences ». Les ouvriers ne peuvent pas compter sur la police en cas de problèmes, une petite mafia contrôle les plus faibles. Pour les Chinois venant travailler ici c'est une désillusion totale. Un ouvrier de 36 ans, nommé Wang, dit : « Je pensais faire venir ma femme et mon fils mais c'est impensable ». Cet ouvrier vient d'un comté rural d'Anyang. Il a quitté un travail pénible et sale pour Foxconn, mais son dortoir est à deux heures de bus et lui coûte 800 yuans, soit 97 euros. Il ne lui reste que 1000 yuans, soit environ 121 euros. C'est moins qu'à l'aciérie où il gagnait 3000 yuans. « Ce sont des voleurs », dit-il.
La réforme du « hukou » à Shijiazhuang, capitale de la province du Hebei, offre la possibilité aux immigrés d'obtenir un « hukou » urbain sans abandonner leurs terres, c'est le symbole de l'échec de la politique d'intégration des pouvoirs publics.
En Chine, la discrimination ethnique est très présente, il y a même des politiques d'intégration forcées. Les inégalités sociales ont augmenté. Le coefficient de Gini est passé de 0,30 en 1982 à 0,45 en 2002. Les estimations actuelles de certains spécialistes tournent autour de 0,6, ce qui ferait de la Chine un pays aussi inégalitaire que, par exemple, le Brésil.
Les rivières et les nappes phréatiques sont très polluées. La pollution atmosphérique des grandes villes atteint souvent des seuils critiques ; le sinologue Xavier Paulès relève que « Le sublime ciel bleu hivernal de Pékin, lui, n'illumine plus que les romans de Lao She ». L'industrialisation et l'urbanisation « dévorent » les terres arables.

### Dépendance de l'étranger

#### Dépendance à l'égard des groupes internationaux pour la technologie
Le niveau technologique des exportations chinoises n'est absolument pas cohérent avec le développement économique actuel du pays. La raison de cette situation est le fait que ce sont les groupes étrangers qui sont à l'origine du raffinement technologique de ces exportations, comme l'analyse une étude de 2006, portant sur la période 1998-2005.

#### Dépendance à l'égard des groupes internationaux pour les exportations
Les exportations chinoises sont majoritairement contrôlées par les grands groupes internationaux. Ainsi, 60 % des exportations chinoises vers les États-Unis sont contrôlés par des groupes étrangers, ou — plus précisément — sont réalisées par des sociétés chinoises contrôlées par des capitaux étrangers.

### Autres défis à surmonter

#### Vieillissement de la population

Pyramide des âges en Chine en 2015.

La population chinoise vieillit : la part des 60 ans et plus est passé de 7,5 % de la population totale en 1950 à 10,9 % en 2005. Le vieillissement est plus accentué qu'en Inde, où les plus de 60 ans représentent 5,9 % de la population. Mais il reste inférieur à celui de l'Europe où 17,3 % des habitants ont plus de 60 ans.
Ce vieillissement est cependant la résultante d'une politique voulue et assumée, au travers de la politique de l'enfant unique, qui a prolongé les efforts du gouvernement chinois pour limiter une natalité et une croissance démographique jugées trop fortes jusqu'aux années 1970, où le nombre d'enfants par femme est passé de 5,75 à 2,75 enfants.

#### Maîtrise de l'environnement
La Chine connaît des problèmes environnementaux majeurs. La forêt y avait déjà fortement régressé il y a huit mille ans, ce qui a engendré des problèmes de désertification, d'érosion et dégradation des sols, ainsi que d’inondations, qui ont empiré avec l’industrialisation et la croissance démographique.

##### Crise de l'eau
Le pays possède à peu près la même quantité d'eau que les États-Unis, mais sa population y est cinq fois supérieure. Le manque d'eau se fait particulièrement sentir dans le Nord, très aride, où vit près de la moitié de la population de la Chine et où la demande en eau excède de loin l'approvisionnement naturel. 
Le réchauffement de la planète accélère le retrait des glaciers qui alimentent les principaux cours d'eau chinois, tout en hâtant l'avancée des déserts, qui absorbent actuellement plus de 300 000 ha de prairies chaque année.
Toutefois, rien n'a davantage précipité la crise de l'eau que trois décennies de croissance industrielle débridée. Dans sa course pour devenir la prochaine superpuissance mondiale, la Chine ne se contente pas de pomper sans limite ses rivières et ses nappes phréatiques ; elle pollue aussi ce qu'il reste d'eau de manière si irréversible que la Banque mondiale a sonné l'alarme en évoquant des « conséquences dramatiques pour les générations futures ». L'utilisation massive de pétrole et surtout de charbon est source d'une pollution importante. L’explosion de la croissance économique s’est traduite par de nouvelles pressions sur les ressources non renouvelables. De nombreuses villes sont en permanence couvertes d’un nuage de pollution.

##### Biodiversité
La Chine est un des dix-sept pays mégadivers, c'est-à-dire identifiés par le Centre de surveillance de la conservation de la nature du programme des Nations unies pour l'environnement comme l'un des plus riches de la planète en termes de biodiversité. Toutefois c'est aussi un des quatre pays pour lesquels un nombre important d'espèces de mammifères sont menacées de disparition du fait de la destruction de leur habitat. Le cas le plus emblématique est probablement le panda géant, qui a été choisi comme symbole par le World Wide Fund for Nature et dont la rareté est telle qu'en offrir est gage d'alliance.

##### Protocole de Kyōto
La Chine a ratifié le protocole de Kyōto en 2002.
La Chine a d’abord refusé le protocole de Kyōto mais en 2007, Wen Jiabao a annoncé vouloir en 2010 atteindre les objectifs du onzième plan quinquennal : réduire de 20 % la consommation d'énergie par unité de produit intérieur brut et de 10 % l'émission de principaux polluants. Des programmes de reboisement, de protection de la nature, la suppression des lampes à incandescence , le développement des toilettes sèches, la multiplication des panneaux solaires sur le plateau tibétain, un parc éolien important et un projet de ville « haute qualité environnementale » témoignent des efforts faits. La flotte de pêche chinoise prend en revanche une part croissante en matière de surpêche.

##### Pollution, impacts sur la santé et sur l'économie
Pourtant, malgré le discours officiel, la Chine a ravi en 2007 aux États-Unis le titre de premier producteur de gaz à effet de serre. Au début des années 2030, la Chine pourrait en produire à elle seule deux fois plus que la totalité des pays de l'Organisation de coopération et de développement économiques réunis. Ce qui n'est pas si surprenant puisqu'elle a construit en 2006 cinq centrales à charbon par semaine.
Cette pollution entraîne des risques à terme pour la santé de la population qui ont été évalués à un chiffre de 750 000 morts par an (cancers, maladies pulmonaires…) ; le sujet est si sensible, et en même temps si difficile à quantifier, que la Chine a demandé à la Banque mondiale d'omettre désormais ces estimations.
Le coût économique annuel de ces problèmes d'environnement pourrait se révéler énorme, de l'ordre de 160 milliards de dollars par an, à comparer avec l'excédent commercial record de la Chine, qui était en 2006 de 177 milliards de dollars par an.
Ces problèmes environnementaux sont avec la surpopulation le grand défi de la Chine moderne.